# Petr Kutal
Petr Kutal (Nové Město na Moravě, 31 agosto 1988) è un ex combinatista nordico ceco.

## Biografia
Attivo in gare FIS dal gennaio del 2004, Kutal ha vinto la medaglia di bronzo nella gara a squadre dal trampolino normale ai Mondiali juniores di Rovaniemi 2005. Ha esordito in Coppa del Mondo ha esordito il 31 gennaio 2010 a Seefeld in Tirol (35º) e ai Campionati mondiali a Val di Fiemme 2013, dove si è classificato 43º nel trampolino normale.
Due anni dopo ai Mondiali di Falun 2015 è stato 41º nel trampolino normale, 39º nel trampolino lungo e 8º nella gara a squadre dal trampolino normale.

## Palmarès

### Mondiali juniores
- 1 medaglia:
  - 1 bronzo (gara a squadre dal trampolino normale a Rovaniemi 2005)

### Universiadi
- 1 medaglia:
  - 1 bronzo (partenza in linea a Harbin 2009)